# Papieska elekcja 1292–1294

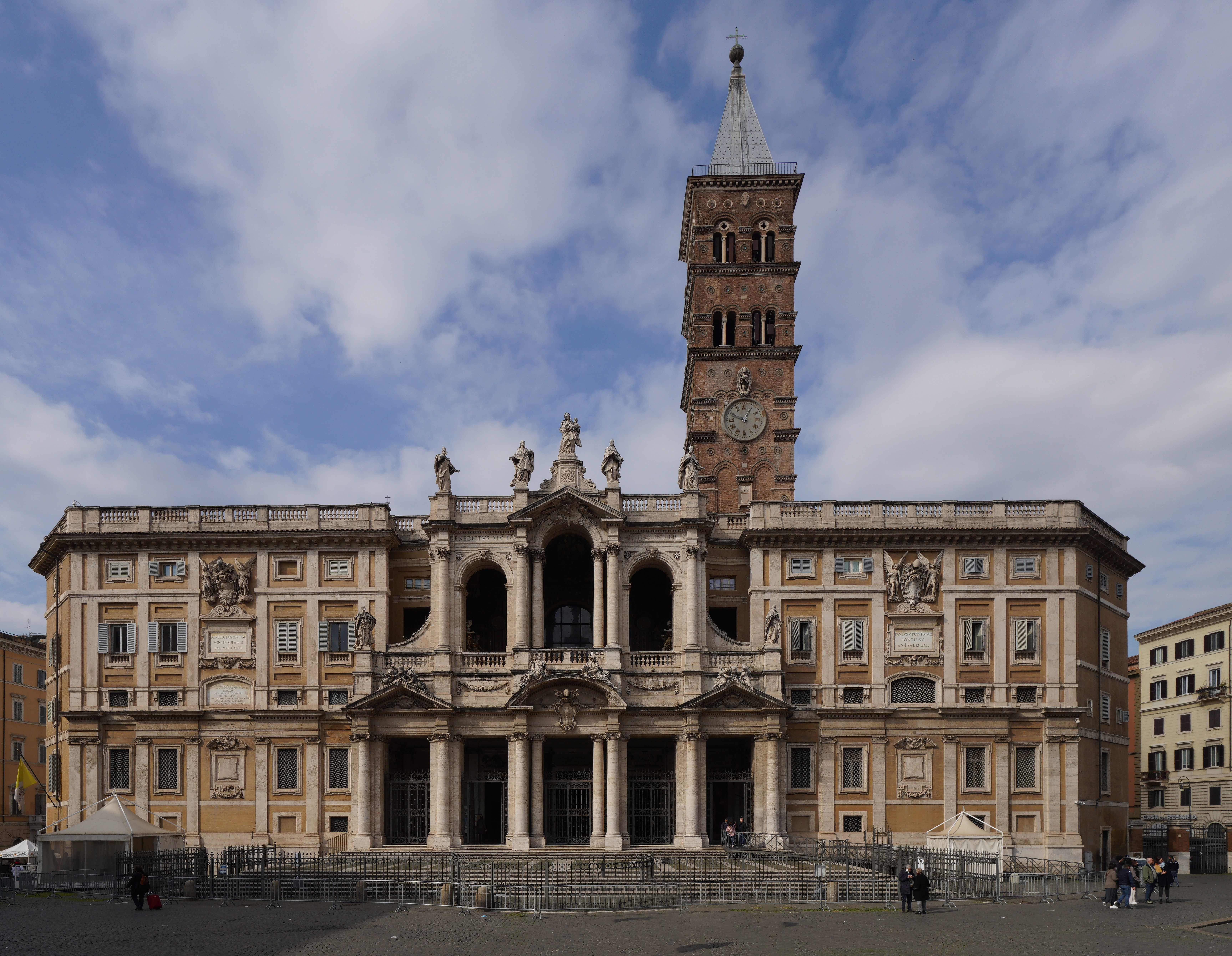
Bazylika Matki Bożej Większej, gdzie odbyła się elekcja

Papieska elekcja 5 kwietnia 1292 – 5 lipca 1294 – ostatnia papieska elekcja niebędąca konklawe. W jej wyniku papieżem został Celestyn V, który przywrócił moc obowiązującą konstytucji Ubi Periculum z 1274 (zawieszonej w 1276) ustanawiającej instytucję konklawe. Była to jedna z najdłuższych elekcji w historii papiestwa (dwa lata i trzy miesiące).

## Śmierć Mikołaja IV
Papież Mikołaj IV, pierwszy papież z zakonu franciszkanów, zmarł 4 kwietnia 1292 w Rzymie. W 1289 zatwierdził on praktykę przekazywania połowy dochodów Stolicy Apostolskiej na Kolegium Kardynalskie jako wynagrodzenie za pracę. W konflikcie między rzymskimi rodami arystokratycznymi Colonna i Orsini wyraźnie faworyzował Colonnów. Za jego pontyfikatu upadły ostatnie bastiony chrześcijan w Ziemi Świętej. Karol II Andegaweński, mimo że otrzymał od papieża koronę królestwa Neapolu, uchylił się od wzięcia udziału w nowej krucjacie.

## Lista uczestników
W chwili śmierci Mikołaja IV Święte Kolegium liczyło 12 kardynałów, jednak jeden z nich, Jean Cholet, zmarł w Rzymie 2 sierpnia 1292 w trakcie sediswakancji. W wyborze nowego papieża uczestniczyło zatem 11 kardynałów:
- Latino Malabranca Orsini OP (nominacja kardynalska: 12 marca 1278) – kardynał biskup Ostia e Velletri; prymas Świętego Kolegium Kardynałów
- Gerardo Bianchi (12 marca 1278) – kardynał biskup Sabiny
- Giovanni Boccamazza (22 grudnia 1285) – kardynał biskup Tusculum
- Matteo d’Acquasparta OFM (16 maja 1288) – kardynał biskup Porto e Santa Rufina; penitencjariusz większy
  - † Jean Cholet (12 kwietnia 1281) – kardynał prezbiter S. Cecilia; protoprezbiter Świętego Kolegium Kardynałów (zm. 2 sierpnia 1292)
- Hugues Aycelin OP (16 maja 1288) – kardynał prezbiter S. Sabina; od 2 sierpnia 1292 protoprezbiter Świętego Kolegium Kardynałów
- Pietro Peregrossi (16 maja 1288) – kardynał prezbiter S. Marco; komendatariusz kościoła prezbiterialnego S. Clemente; kamerling Świętego Kolegium Kardynałów
- Benedetto Caetani (12 kwietnia 1281) – kardynał prezbiter Ss. Silvestro e Martino; komendatariusz kościołów prezbiterialnych Ss. IV Coronati i S. Susanna; komendatariusz diakonii S. Nicola in Carcere Tulliano, S. Agata i S. Angelo
- Matteo Orsini Rosso (31 maja 1262) – kardynał diakon S. Maria in Portico; komendatariusz kościoła prezbiterialnego S. Maria in Trastevere; protodiakon Świętego Kolegium Kardynałów; archiprezbiter bazyliki watykańskiej
- Giacomo Colonna (12 marca 1278) – kardynał diakon S. Maria in Via Lata; komendatariusz kościoła prezbiterialnego S. Marcello i diakonii S. Maria in Aquiro; archiprezbiter bazyliki liberiańskiej
- Napoleone Orsini Frangipani (16 maja 1288) – kardynał diakon S. Adriano
- Pietro Colonna (16 maja 1288) – kardynał diakon S. Eustachio; komendatariusz kościoła prezbiterialnego Ss. XII Apostoli

Pięciu elektorów mianował Mikołaj IV, trzech Mikołaj III, po jednym Urban IV, Honoriusz IV i Marcin IV. Wśród nich było dziesięciu Włochów (w tym pięciu przedstawicieli rzymskiej arystokracji) i dwóch Francuzów (z czego jeden zmarł).

## Podziały wśród kardynałów
Święte Kolegium było podzielone na dwie frakcje:
- Proaragońska – przedstawiciele i sprzymierzeńcy rodu Colonna, popierający roszczenia króla Aragonii Jakuba II do tronu sycylijskiego. Do tej frakcji należeli Pietro i Giacomo Colonna, Benedetto Caetani (późniejszy papież Bonifacy VIII), Giovanni Boccamazza i Gerardo Bianchi.
- Proandegaweńska – czyli przedstawiciele i stronnicy rodu Orsini, sprzymierzeni z królem Neapolu Karolem II Andegaweńskim. Do tej frakcji zaliczani byli kardynałowie Latino, Matteo i Napoleone Orsini, Matteo Aquasparta, Pietro Peregrossi i Francuz Hugues Aycelin.

## Przebieg elekcji
Elekcja rozpoczęła się 5 kwietnia 1292 w Rzymie po pogrzebie Mikołaja IV. Przewodniczący Kolegium Kardynałów, Latino Malabranca Orsini, zgromadził kardynałów w bazylice S. Maria Maggiore, jednak później obrady przeniesiono do pałacu koło kościoła S. Sabina, a w końcu do bazyliki S. Maria sopra Minerva. Wskutek silnego antagonizmu między Colonnami i Orsinimi przez kilka miesięcy głosowania nie dawały żadnego rezultatu. Oba stronnictwa były wystarczająco silne, by blokować kandydatów rywali, a jednocześnie nie były skłonne do kompromisu. Wzajemną nieufność potęgowała otwarta wojna na ulicach Rzymu między zwolennikami obu stronnictw.
Latem wybuchła w Rzymie epidemia, której ofiarą 2 sierpnia 1292 padł francuski kardynał Jean Cholet, dotychczasowy protoprezbiter (jego następcą został Hugues Aycelin). Chorowali także inni kardynałowie (m.in. Caetani), toteż zadecydowano o odroczeniu obrad. Rzymscy kardynałowie pozostali wówczas w mieście, ale Caetani wyjechał do Anagni, a Gerardo Bianchi, Matteo d’Acquasparta i Hugues Aycelin wyjechali do Rieti. Obrady wznowiono dopiero w połowie września 1292, gdy powrócili kardynałowie Caetani i d’Acquasparta, jednak nie posunięto się naprzód. W międzyczasie próbowano uspokoić sytuację w Rzymie. Około Wielkanocy 1293 w Rzymie wybrano dwóch senatorów, po jednym z rodu Colonna i Orsini, licząc, że doprowadzi to do pokoju między zwaśnionymi frakcjami. Niestety, obaj senatorowie padli szybko ofiarą epidemii, zaś kardynałowie, z nastaniem lata ponownie rozjechali się nie podjąwszy żadnej decyzji w sprawie wyboru papieża; w Rzymie pozostało tylko trzech z nich (Pietro i Giacomo Colonna oraz Boccamazza). Powszechnie obawiano się schizmy.
Kardynałowie zebrali się ponownie dopiero 18 października 1293, tym razem w Perugii, nadal jednak nie byli zdolni do wypracowania kompromisu. W tym samym czasie w Rzymie i na terytoriach papieskich narastała anarchia. Walki uliczne, rabunki, zabójstwa i czyny świętokradcze były na porządku dziennym. Walczyć między sobą zaczęły też poszczególne miasta i komuny. Kardynał Matteo d’Acquasparta zmuszony był do czasowego opuszczenia obrad celem stłumienia buntu w Narni.
W marcu 1294 roku do Perugii przybył król Neapolu Karol II Andegaweński, któremu zależało na wyborze papieża, gdyż potrzebował wsparcia Stolicy Apostolskiej dla swych planów odzyskania Sycylii. Ingerencja króla wywołała ostry sprzeciw kardynała Caetaniego, wówczas sprzymierzeńca Colonnów, i w konsekwencji zakończyła się fiaskiem. Wydawało się, że tylko jakaś nowa kandydatura spoza Kolegium Kardynalskiego może przynieść zakończenie ponad dwuletniej sediswakancji.

### Wybór Celestyna V
Impas został przełamany dopiero latem 1294, kiedy kardynał biskup Ostia e Velletri Latino Malabranca Orsini zaproponował kandydaturę 84-letniego benedyktyńskiego eremity z Monte Majella Pietro del Murrone, cieszącego się wielką popularnością we Włoszech jako świątobliwy asceta i uzdrowiciel. Propozycja ta została przyjęta przez zmęczonych kardynałów z wielką ulgą i 5 lipca 1294 Pietro del Murrone został jednogłośnie wybrany na papieża.
Elekt przyjął wiadomość o swoim wyborze ze łzami, niemniej zaakceptował go i przybrał imię Celestyn V. Zamiast jednak udać się do Perugii nakazał kardynałom przybyć do Aquila, pogranicznego miasta w królestwie Neapolu. Tam 29 sierpnia został koronowany w obecności króla Karola II Andegaweńskiego.
Wybór Celestyna V spotkał się z dużym poparciem i entuzjazmem zwłaszcza w środowisku spirytuałów, którzy dopatrywali się w nim „anielskiego papieża” z przepowiedni Joachima z Fiore. W rzeczywistości nowy papież okazał się całkowicie nieprzygotowany do pełnienia najwyższego urzędu w Kościele, którego zresztą nigdy nie pragnął, i łatwo stał się marionetką w rękach króla Karola II. Zdając sobie sprawę z własnej niekompetencji i pragnąc powrócić do pustelniczego trybu życia, po kilku miesiącach dobrowolnie abdykował. Zanim jednak to uczynił, przywrócił konstytucję Ubi periculum ustanawiającą instytucję konklawe.